# サンドロ・ラニエリ・ギマランイス・コルデイロ
サンドロ (Sandro) こと、サンドロ・ラニエリ・ギマランイス・コルデイロ（Sandro Raniere Guimarães Cordeiro, 1989年3月15日 - ）は、ブラジル・ミナスジェライス州リアシーニョ出身の元サッカー選手。元ブラジル代表。現役時代のポジションはミッドフィールダー。

## 経歴
2005年からSCインテルナシオナウのユースチームに所属し、2007年にトップチームに昇格した。その後実力をつけ2009年にはレギュラーとして活躍。
2010年3月23日、イングランドのトッテナム・ホットスパーFCへの移籍が発表された。9月21日、フットボールリーグカップのアーセナルFC戦でデビューを果たした。2011年4月30日の第35節のチェルシーFC戦で先制点となるミドルシュートを決めてプレミア初ゴールをマークしたが、試合は結局2-1で敗れた。
2014年9月2日、クイーンズ・パーク・レンジャーズFCへ移籍。
2016年1月29日、ウェスト・ブロムウィッチ・アルビオンFCへ期限付き移籍。
2017年1月11日、スュペル・リグのアンタルヤスポルに3年半の契約で移籍することが発表された。
2018年1月19日、セリエA・ベネヴェントに買取義務付きのレンタルで移籍した。
2018年7月3日、ジェノアCFCに移籍することが発表された。
2020年1月18日、ゴイアスECに移籍した。
2023年9月4日、現役引退を表明した。

## 代表歴
U-20ブラジル代表として、2009 南米ユース選手権に出場し優勝に貢献した。またA代表として、2010 FIFAワールドカップ・南米予選のチリ代表戦でジュリオ・バチスタに代わり、後半途中出場でデビューを果たした。2011年11月10日のガボンとの親善試合で代表初得点を挙げた。

## 個人成績
2017年6月25日現在
| クラブ  | シーズン           | リーグ             | リーグ | リーグ | FAカップ | FAカップ | リーグカップ | リーグカップ | その他 | その他 | 合計 | 合計 |
| クラブ  | シーズン           | リーグ             | 出場   | 得点   | 出場     | 得点     | 出場         | 得点         | 出場   | 得点   | 出場 | 得点 |
| ------- | ------------------ | ------------------ | ------ | ------ | -------- | -------- | ------------ | ------------ | ------ | ------ | ---- | ---- |
| 2008    | インテルナシオナウ | セリエA            | 7      | 2      | 0        | 0        | 0            | 0            | 0      | 0      | 7    | 2    |
| 2009    | インテルナシオナウ | セリエA            | 41     | 1      | 0        | 0        | 0            | 0            | 4      | 0      | 45   | 1    |
| 2010    | インテルナシオナウ | セリエA            | 20     | 1      | 0        | 0        | 0            | 0            | 16     | 0      | 37   | 1    |
| 2010-11 | トッテナム         | プレミアリーグ     | 19     | 1      | 1        | 0        | 2            | 0            | 4      | 0      | 26   | 1    |
| 2011-12 | トッテナム         | プレミアリーグ     | 23     | 0      | 0        | 0        | 1            | 0            | 2      | 0      | 27   | 0    |
| 2012-13 | トッテナム         | プレミアリーグ     | 22     | 1      | 0        | 0        | 0            | 0            | 5      | 0      | 27   | 1    |
| 2013-14 | トッテナム         | プレミアリーグ     | 12     | 1      | 0        | 0        | 1            | 0            | 4      | 0      | 17   | 1    |
| 2014-15 | QPR                | プレミアリーグ     | 17     | 1      | 0        | 0        | 0            | 0            | 0      | 0      | 17   | 1    |
| 2015-16 | QPR                | チャンピオンシップ | 11     | 0      | 0        | 0        | 0            | 0            | 0      | 0      | 11   | 0    |
| 2015-16 | WBA                | プレミアリーグ     | 12     | 0      | 0        | 0        | 0            | 0            | 0      | 0      | 12   | 0    |
| 2016-17 | QPR                | チャンピオンシップ | 6      | 0      | 0        | 0        | 0            | 0            | 0      | 0      | 6    | 0    |
| 2016-17 | アンタルヤスポル   | スュペル・リグ     | 11     | 0      |          |          |              |              |        |        | 11   | 0    |

## タイトル

### クラブ
インテルナシオナル
- カンピオナート・ガウショ : 2008, 2009
- コパ・スダメリカーナ : 2008
- スルガ銀行チャンピオンシップ : 2009
- コパ・リベルタドーレス : 2010

### 代表
ブラジル U-20
- 南米ユース選手権 : 2009